# Brooklands

Mapa toru Brooklands

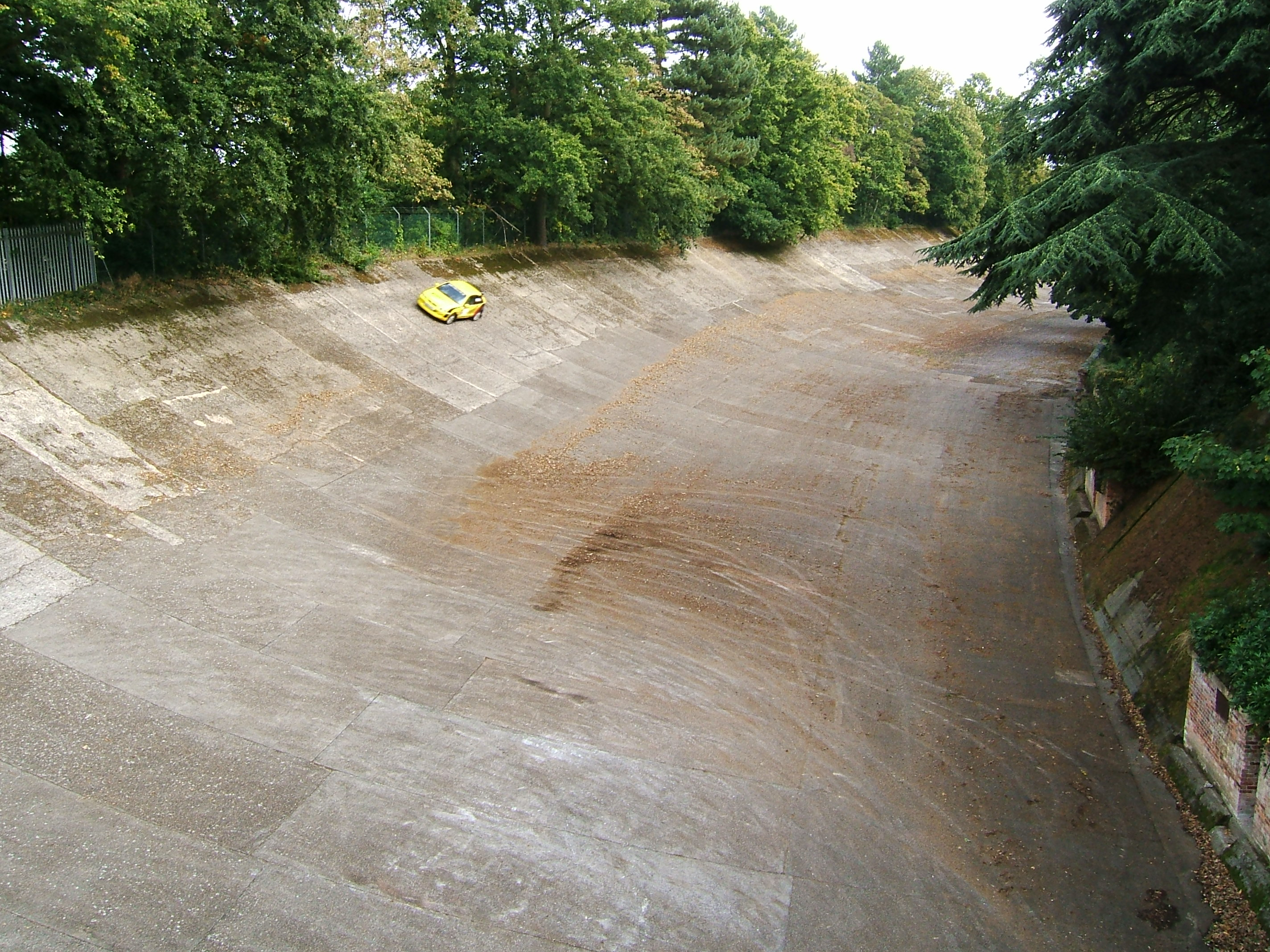
Testy MG na torze Brooklands (2007)

Brooklands – tor wyścigowy w Wielkiej Brytanii, koło Weybridge w Surrey, założony w roku 1907, jako pierwszy stały tor wyścigowy na świecie.
Tor został wybudowany przez zamożnego angielskiego arystokratę Hugh Fortescue Locke-Kinga na terenach zwanych Brooklands, od nazwiska XII-wiecznego szlachcica Roberta de Brooka. Inauguracyjny wyścig odbył się 17 czerwca 1907 roku. W czasie inauguracyjnego wyścigu startowała żona założyciela toru – Ethel Locke-King, która na automobilu Itala osiągnęła prędkość 90 mil/h, przy ówczesnej dozwolonej prędkości 32 mil/h. Na torze wypróbowywał swoje konstrukcje brytyjski hrabia Louis Zborowski. W 1926 na torze Brooklands odbyły się pierwsze wyścigi Grand Prix Wielkiej Brytanii. Do wybuchu II wojny światowej na torze Brooklands odbywało się wiele wyścigów Grand Prix oraz bito rekordy prędkości. Tor miał owalny kształt oraz wyprofilowane łuki. W czasie II wojny światowej został zbombardowany a po wojnie wykorzystywany był tylko przez lotnictwo (zakład produkcyjny samolotów Hawker) i firmę Vickers. Mocno zaniedbany popadał stopniowo w ruinę.
Obecnie przywraca się tor do stanu sprzed II wojny światowej. Utrzymywany jest przez specjalnie powstałe w 1987 muzeum motoryzacji oraz stowarzyszenie, na którego czele stoi między innymi Stirling Moss. Od nazwy tory pochodzi nazwa modelu Bentley Brooklands. W 2010 roku było możliwe wykupienia toru na własność dzięki akcji Banking on Brooklands. Obiekt jest użytkowany przez koncern Daimler-Benz. Organizowane są na nim testy nowych modeli aut oraz okolicznościowe imprezy oldtimerów.